# Desinstitucionalización

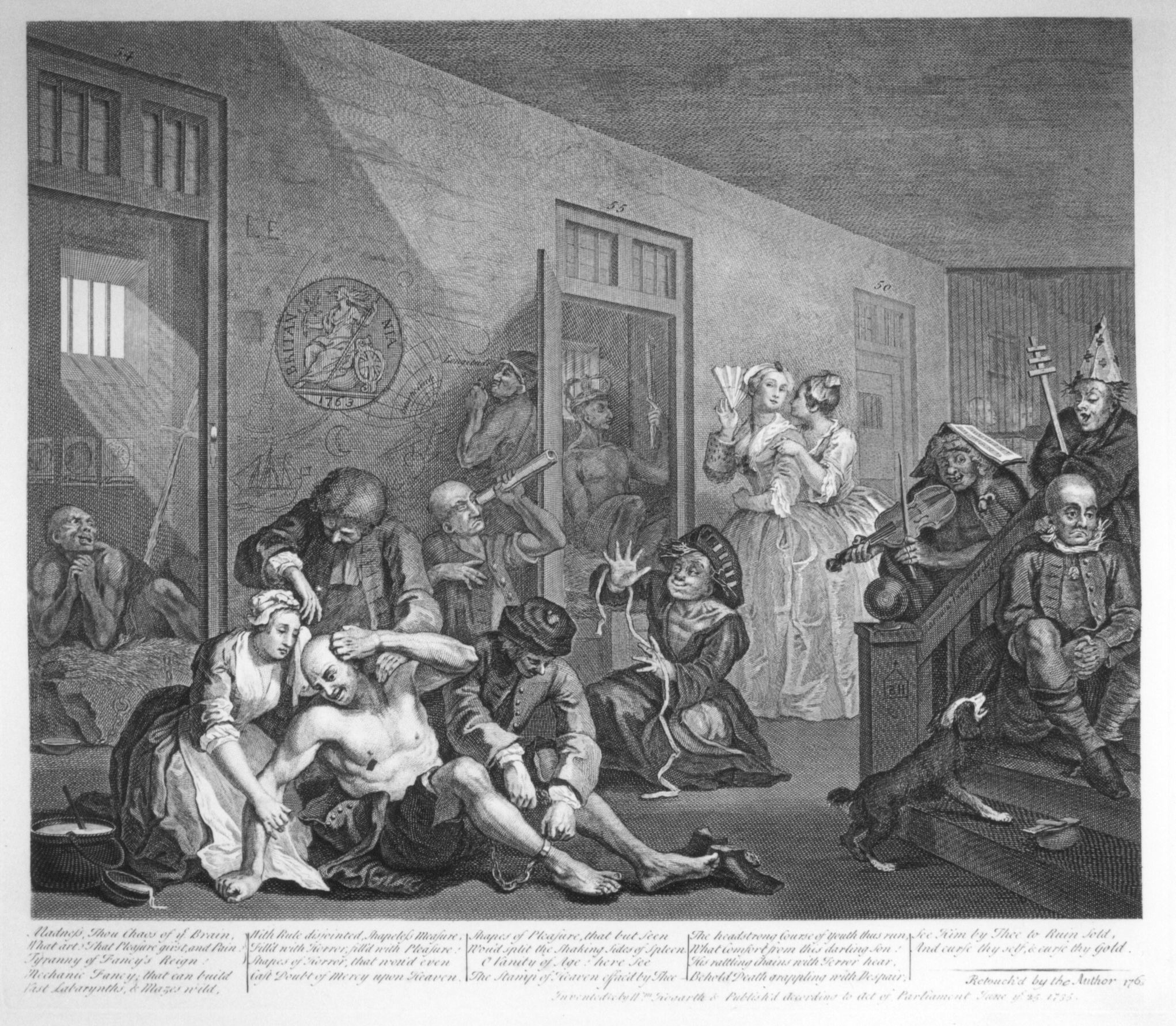
La desinstitucionalización permite remover el proceso institucionalizado de los hospitales psiquiátricos con el fin reducir trastornos adaptativos y mejorar la calidad de vida.

La desinstitucionalización psiquiátrica es el proceso por el que se pasa de mantener a las personas que sufren un trastorno mental confinadas en hospitales psiquiátricos (manicomios) a darles una atención digna e integrada en la sociedad basados en modelos teóricos de calidad de vida. Estudios en Gran Bretaña, Estados Unidos y Australia muestran que tanto los pacientes como sus familiares prefieren la desinstitucionalización y el cuidado en comunidad, siendo vital el apoyo de parte de esta.

## Historia
En los siglos XVI al XVIII, el hospital se configura como el lugar institucionalizado con una doble función, por un lado va a ser el instrumento que va a dar respuesta al problema de la pobreza, la enfermedad y la marginación, sirviendo de albergue para pobres, locos, desvalidos y todo tipo de marginados, al tiempo que un instrumento de control social.
A principios del siglo XIX, se va configurando el manicomio como la institución específica para la atención del enfermo mental desempeñando diferentes funciones: por un lado, una función médica, de tratamiento y curación, pero cuya eficacia es escasa por la ausencia de terapeutas eficaces y por las precarias condiciones de atención y de vida dentro de éstos y que se podrían resumir en masificación, escasez de personal y precariedad de los medios y de condiciones. Y por otro lado una función social, un lugar de asilo y refugio protegido para aquellos que no contaban con medios ni capacidad para afrontar la vuelta a su comunidad.
El manicomio acabará estructurándose como institución total, el objetivo terapéutico, el tratamiento médico y el cuidado irán perdiendo peso e irá primando cada vez la función de control social que la de tratamiento.
La segregación, exclusión, el estigma social y el mentalismo, las pésimas condiciones de vida, falta de medios, masificación, escaso personal, pocas actividades terapéuticas, serán las características definitorias de las instituciones psiquiátricas y las consecuencias que tuvieron sobre los internos fueron totalmente negativas: cronificación institucional, deterioro, despersonalización y marginación.
En la segunda mitad del siglo XIX y principios del siglo XX, mientras se seguían consolidando y extendiendo los hospitales psiquiátricos, de forma paralela empezaron a surgir diferentes críticas tanto por su situación y condiciones como por su poca efectividad, pero no fue hasta después de la Segunda Guerra Mundial cuando se formó un movimiento más sólido para transformar la situación de la atención psiquiátrica. Dicho movimiento estaba formado por otros dos que convergían en críticas, demandas y propuestas similares: el movimiento de profesionales de salud mental que se agrupó bajo el paraguas "antipsiquiatría" y el de las personas afectadas que reivindicaban tener voz y voto sobre sus derechos y los tratamientos que recibían, agrupados en el "movimiento de supervivientes de la psiquiatría". Fue un intento de reconvertir e incluso suprimir el hospital psiquiátrico y la búsqueda de un nuevo contexto en donde situar a las personas con trastornos mentales y atender sus problemas: la comunidad.
En España no fue hasta los años 1980 cuando se incorporó la corriente de la psiquiatría comunitaria, adquiriendo carta de naturaleza en 1985 con el “Informe de la Comisión Ministerial de Reforma Psiquiátrica” (Ministerio de Sanidad y Consumo), que delimitó los principios generales y la filosofía a seguir para el proceso de transformación de la atención psiquiátrica, también propuso una serie de directrices y recomendaciones para la implantación de un nuevo modelo de atención a la Salud mental.